# Robert Alt
Robert Alt (2 de enero de 1927-4 de diciembre de 2017) fue un deportista suizo que compitió en bobsleigh.
Participó en los Juegos Olímpicos de Cortina d'Ampezzo 1956, obteniendo una medalla de oro en la prueba cuádruple (junto con Franz Kapus, Gottfried Diener y Heinrich Angst). Ganó una medalla de oro en el Campeonato Mundial de Bobsleigh de 1955.

## Palmarés internacional
| Juegos Olímpicos   | Juegos Olímpicos           | Juegos Olímpicos | Juegos Olímpicos |
| Año                | Lugar                      | Medalla          | Prueba           |
| ------------------ | -------------------------- | ---------------- | ---------------- |
| 1956               | Cortina d'Ampezzo (Italia) | Medalla de oro   | Cuádruple        |
| Campeonato Mundial |                            |                  |                  |
| Año                | Lugar                      | Medalla          | Prueba           |
| 1955               | Sankt Moritz (Suiza)       | Medalla de oro   | Cuádruple        |